# Beeld (wiskunde)

Het beeld van het element 2 is B, van de deelverzameling {1,2} is het beeld {D,B}, en het beeld van deze functie, het bereik, is de verzameling {A, B, D}

Het beeld van een element {\displaystyle x} van het domein van een functie of afbeelding {\displaystyle f} onder die functie of afbeelding is het element {\displaystyle f(x)} uit het codomein van {\displaystyle f}, of anders gezegd het element dat door {\displaystyle f} aan {\displaystyle x} wordt toegevoegd. Ook voor een deelverzameling {\displaystyle V} van het domein noemt men de verzameling beelden het beeld van {\displaystyle V} (onder {\displaystyle f}), en noteert daarvoor:
{\displaystyle f(V)=\{f(x)\mid x\in V\}}
Het bereik van een functie of afbeelding {\displaystyle f} is het beeld van het domein. Het bereik wordt ook wel het beeld van {\displaystyle f} genoemd.

## Machtsverzameling
Een afbeelding {\displaystyle f} induceert een afbeelding {\displaystyle {\mathcal {P}}(D)\to {\mathcal {P}}(D);V\mapsto f(V)} op de machtsverzameling {\displaystyle {\mathcal {P}}(D)} van het domein {\displaystyle D} van {\displaystyle f}, die, zonder dat dat tot verwarring leidt, meestal ook met {\displaystyle f} aangeduid wordt.

## Invers beeld
De verzameling originelen die door een afbeelding {\displaystyle f\colon X\to Y} worden afgebeeld op een element {\displaystyle y\in Y} of een deelverzameling {\displaystyle V\subset Y} van het beeld van {\displaystyle f}, wordt het inverse beeld (onder {\displaystyle f}) van {\displaystyle y} of {\displaystyle V} genoemd, en genoteerd als:
{\displaystyle f^{-1}(y)=\{x\in X\mid f(x)=y\}}
en
{\displaystyle f^{-1}(V)=\{x\in X\mid f(x)\in V\}}